# Kroeung

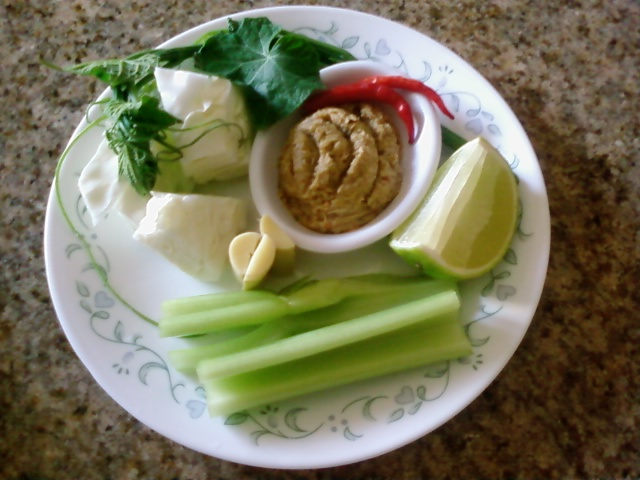
Tirk krueng, plato de verduras con salsa para mojar prahok kroeung.

El kroeung (គ្រឿង) es una pasta de hierbas que constituye el sabor base de muchos platos camboyanos, que a menudo se llaman con el sufijo kroeung. Las pastas de curry tailandesas tienen una forma y función similar. Hay muchos ingredientes que pueden añadirse a la pasta de hierbas, pero los ocho más comunes son la hierbalimón, la cáscara y hojas de combava, el galangal, la cúrcuma, la rizoma, el ajo, la chalota y la guindilla tailandesa seca.
El kroeung tiene dos categorías principales: individual y real. La primera incluye platos únicos que pueden llevar ingredientes extra añadidos a la mezcla, y la segunda incluye hierbas adicionales (perejil chino y combava). El kroeung puede clasificarse también por el color de los platos: amarillos, verdes y rojos. El kroeung de color suele usarse para hacer rellenos, sopas y revueltos.

## Krouengindividual
El único kroeung que cae en esta categoría es el que se machaca para platos individuales concretos. Incluye ingredientes adicionales que no se encuentran en la receta básica: por ejemplo, el somlar kako, necesita arroz tostado molido para lograr el sabor ahumado de la sopa. El kroeung del amok trey se considera individual al usar una base de kroeung rojo pero sustituir la cúrcuma por hojas de combava. También es digno de mención que muchas recetas de kroeung, específicamente para curris, exigen que especias enteras se muelan con la pasta de hierbas. El polvo de curry puede usarse también en lugar de estas especias enteras. Estos tipos de kroeung también se consideran individuales porque muchos de estos curris se usan exclusivamente con el plato para el que se elaboran específicamente.

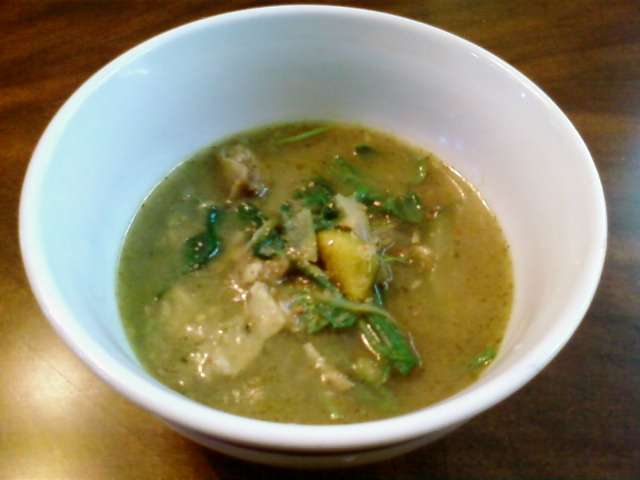
Somlar kor ko (សម្លរកកូរ), considerado el plato nacional de Camboya.

## Kroeungreal
El kroeung real se usa para platos de la cocina real. La diferencia entre este y el individual es la adición de dos ingredientes al elaborar la pasta: las hojas de perejil chino y de combava. Esto no implica que todos los kroeung exijan los dos ingredientes.
Los camboyanos que viven en el extranjero usan hojas en lugar de cáscara de combava, que consiste en la cáscara entera secada al sol, al no estar la combava muy extendida fuera de Camboya.

## Kroeungde color
Hay tres grupos de colores distintos en los que pueden clasificarse los kroeungs: rojo, verde y amarillo. La hierba o especia dominante en la pasta tiñe da el color al kroeung. La pasta cruda cambia con frecuencia de color al cocinarse.
La lista de ingredientes de estos kroeungs de color cambia de una receta a otra, y hay algunos ingredientes que se añaden únicamente porque dan color.

### Kroeungrojo
El kroeung rojo (en camboyano គ្រឿងក្រហម, kroeung kraharm) recibe su color oscuro de un tipo de pimiento que da poco sabor, por lo que cuando se quiere que el plato sea picante pueden añadirse guindillas a la pasta.
Esta receta emplea tallos de hierbalimón en lugar de hojas, ya que éstas dan un color verde a la pasta que se desea evitar. Los tallos de color marrón claro, por lo que absorbe los tintes rojos dominantes del pimiento.
El resto de ingredientes del kroeung rojo son la cúrcuma, la chalota, el ajo y el galangal.

### Kroeungverde
El kroeung verde se hace con hierbalimón (hojas y tallos, en una proporción de 3 a 1), rizoma, canela, galangal, cúrcuma y (opcionalmente) prahok.

### Kroeungamarillo
El kroeung amarillo se hace con cúrcuma, tallos de hierbalimón, ajo, chalota y galangal.